# Sumter, South Carolina
Sumter là một đô thị, quận lỵ quận Sumter 6, tiểu bang Nam Carolina, Hoa Kỳ. Theo kết quả điều tra dân số năm 2000 của Cục điều tra dân số Hoa Kỳ, thành phố này có dân số người 2.
Thành phố này có diện tích km², trong đó có km² là diện tích mặt nước.